# ヌメロヴィア (小惑星)
ヌメロヴィア(1206 Numerowia)は、小惑星帯の小惑星である。1931年10月18日にカール・ラインムートがハイデルベルクのケーニッヒシュトゥール天文台で発見した。当初は1931 UHという仮符号が付けられた。1941年にスパイの罪で処刑されたロシアの天文学者で地球物理学者のボリス・ヌメロフの名前に因んで命名された。この罪は、ドイツが彼の名前を小惑星に命名した事実に基づいていた。